# Gastronomía de Uganda
La gastronomía ugandesa es una cocina tradicional y moderna con influencias de la cocina inglesa, árabe, asiática y, más específicamente, india.
Al igual que la cocina de la mayoría de los países, la cocina ugandesa varía en complejidad, desde el plato más básico con almidón acompañado de salsa de frijoles o carne hasta comidas de varios platos servidas en hogares de clase alta y restaurantes de lujo.
La mayoría de los grupos étnicos tienen sus propias especialidades. La dieta ugandesa incluye diversas verduras, papas, ñame, plátanos y otras frutas tropicales. El pollo, el cerdo, el pescado (generalmente fresco, pero también seco y reconstituido para preparar estofado), la carne de res, la cabra y el cordero son de consumo común, aunque en las zonas rurales pobres, estas carnes son menos comunes; se prefiere la carne de animales silvestres.

## Productos básicos
En Uganda se cultivan diversas verduras de hoja verde. Estas se pueden hervir en guisos o servir como guarnición en hogares elegantes. El amaranto, el nakati y el borr son ejemplos de verduras regionales. Frutas como el plátano y la piña son abundantes y se consumen comúnmente. Se pueden cocinar en platos, comer como aperitivos o como postres.

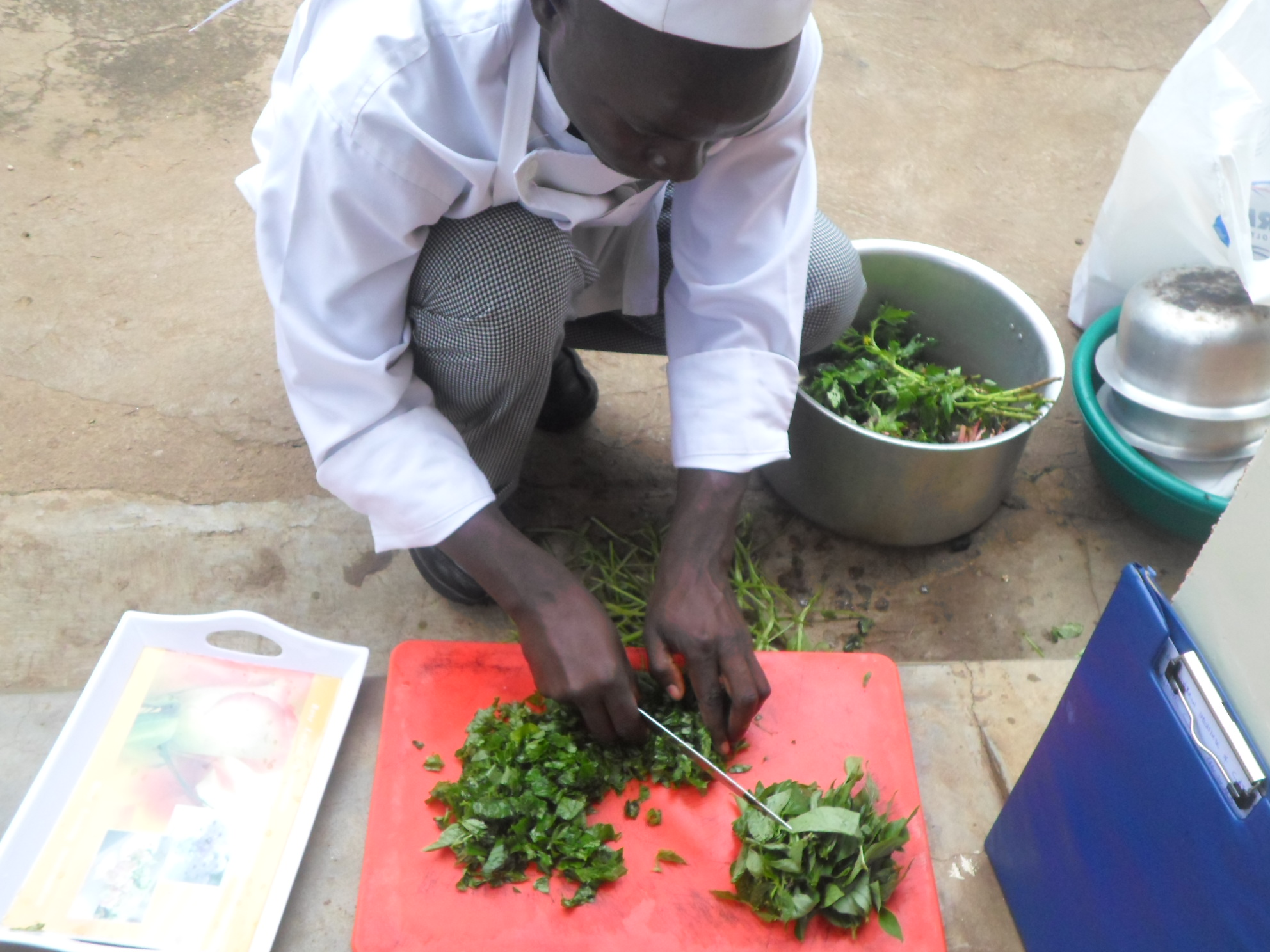
Preparación del Dodo
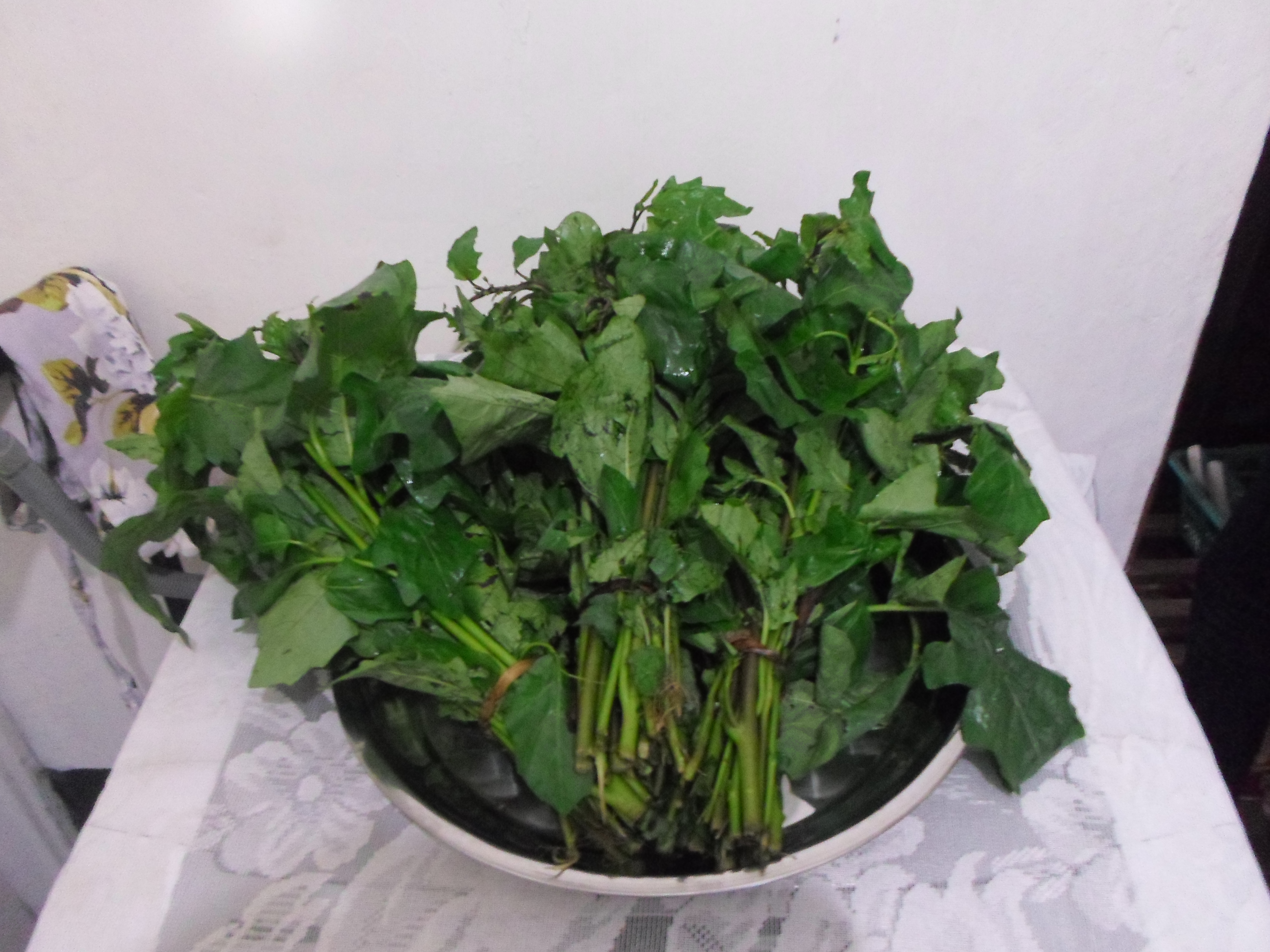
Nakati
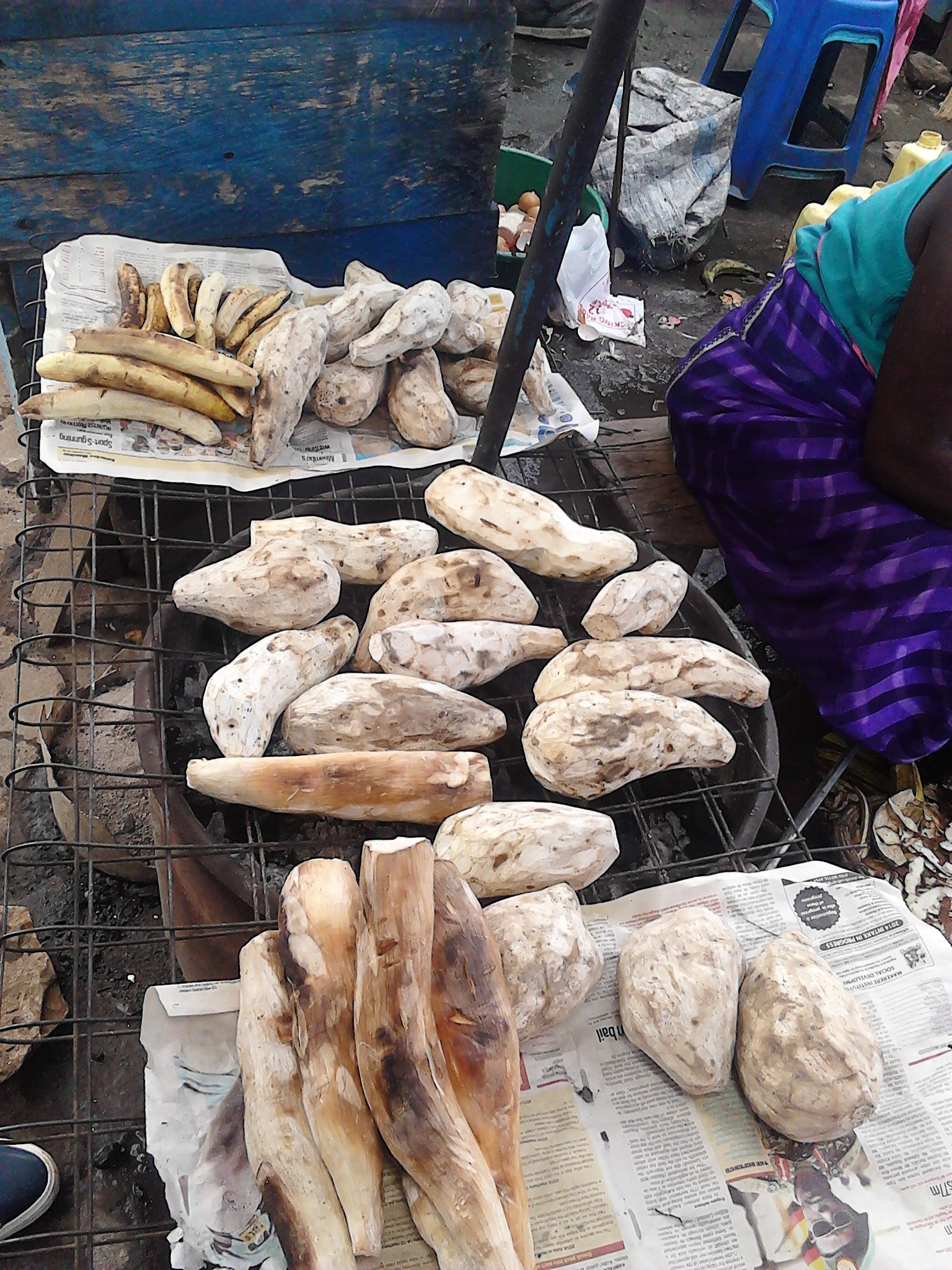
Yuca y batata
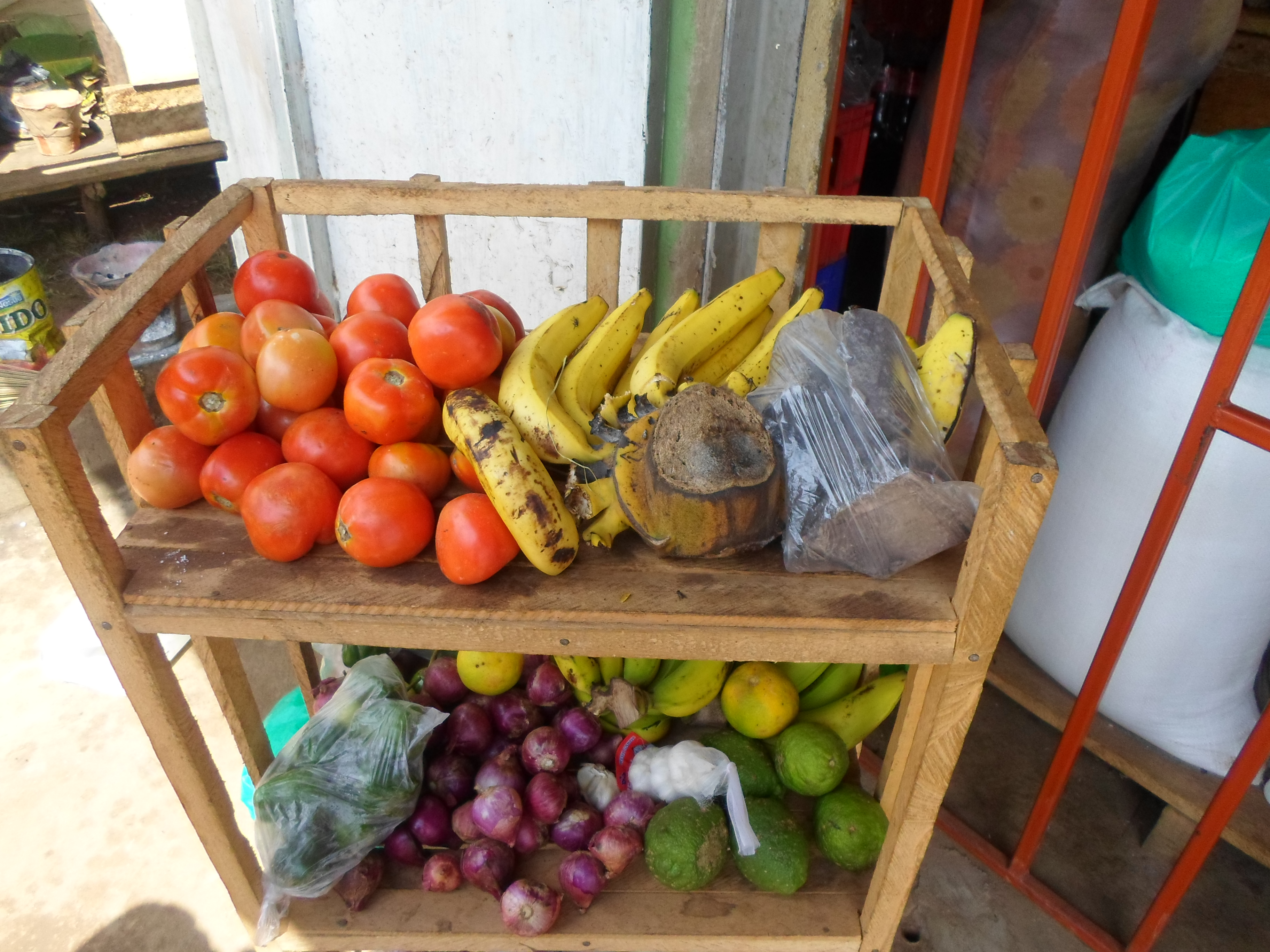
tomates y bananas
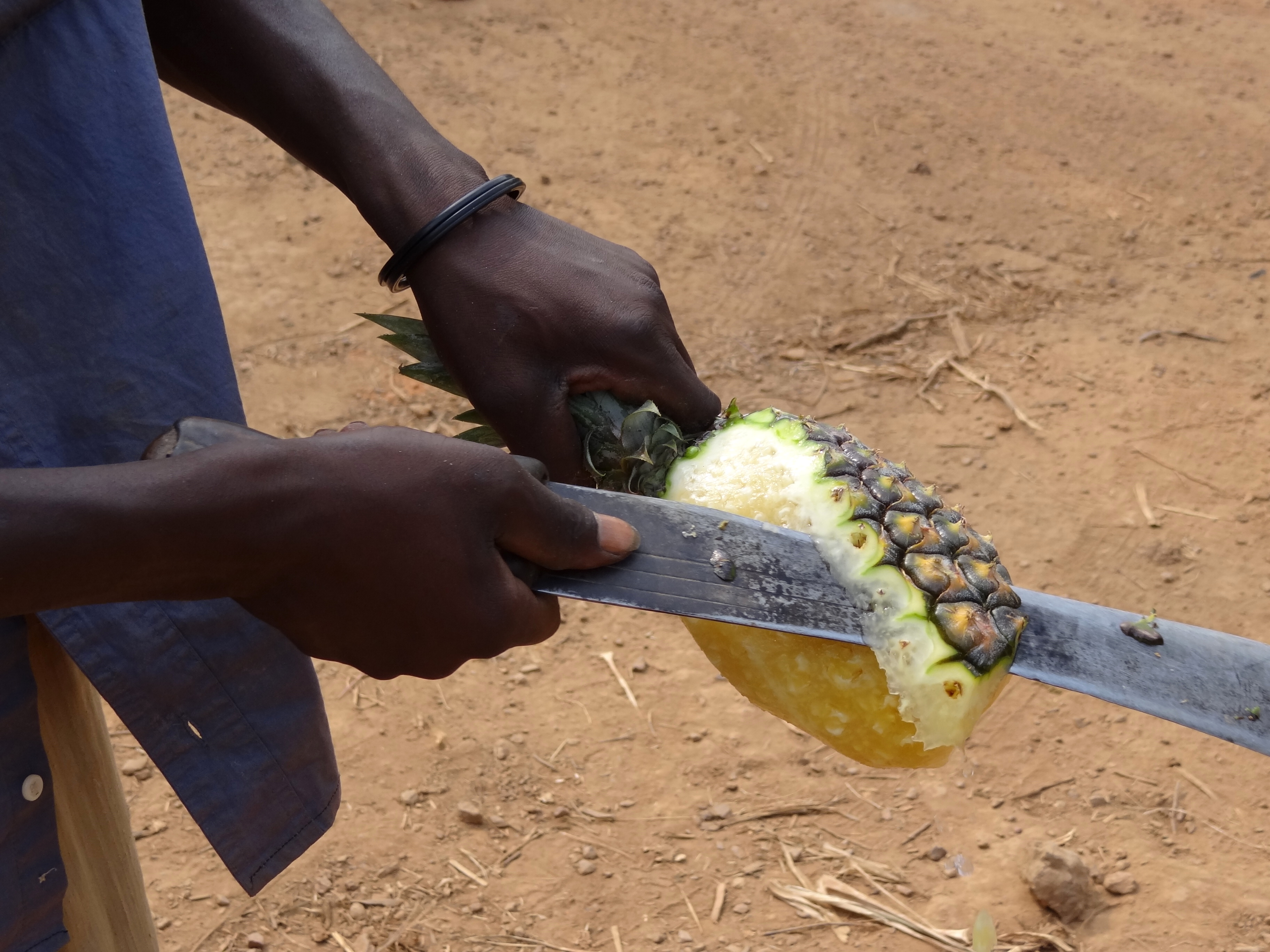
Piña

## Selección de platos
Los platos principales suelen basarse en salsa o estofado de cacahuete, frijoles o carne. El almidón proviene tradicionalmente del ugali (hecho con harina de maíz) o matooke (plátanos verdes hervidos y servidos en puré) en el sur del país, o de un plato similar al ugali (posho o kawunga) hecho con mijo en el norte. El ugali se cocina en una papilla espesa para el desayuno.
Para las comidas principales, se añade harina blanca a la olla y se mezcla con el ugali hasta que se endurece. Luego se sirve en un plato y se corta en rodajas individuales. También se consumen yuca, ñame y batata africana. Las personas más adineradas incluyen papas blancas (a menudo llamadas "irlandesas") y arroz en su dieta. La soja también ha sido un alimento básico saludable desde la década de 1970, y también se come para el desayuno. El chapati, un pan plano de origen indio, también forma parte de la gastronomía ugandesa.

Además de estos platos, el kikommando y el rolex son muy populares.

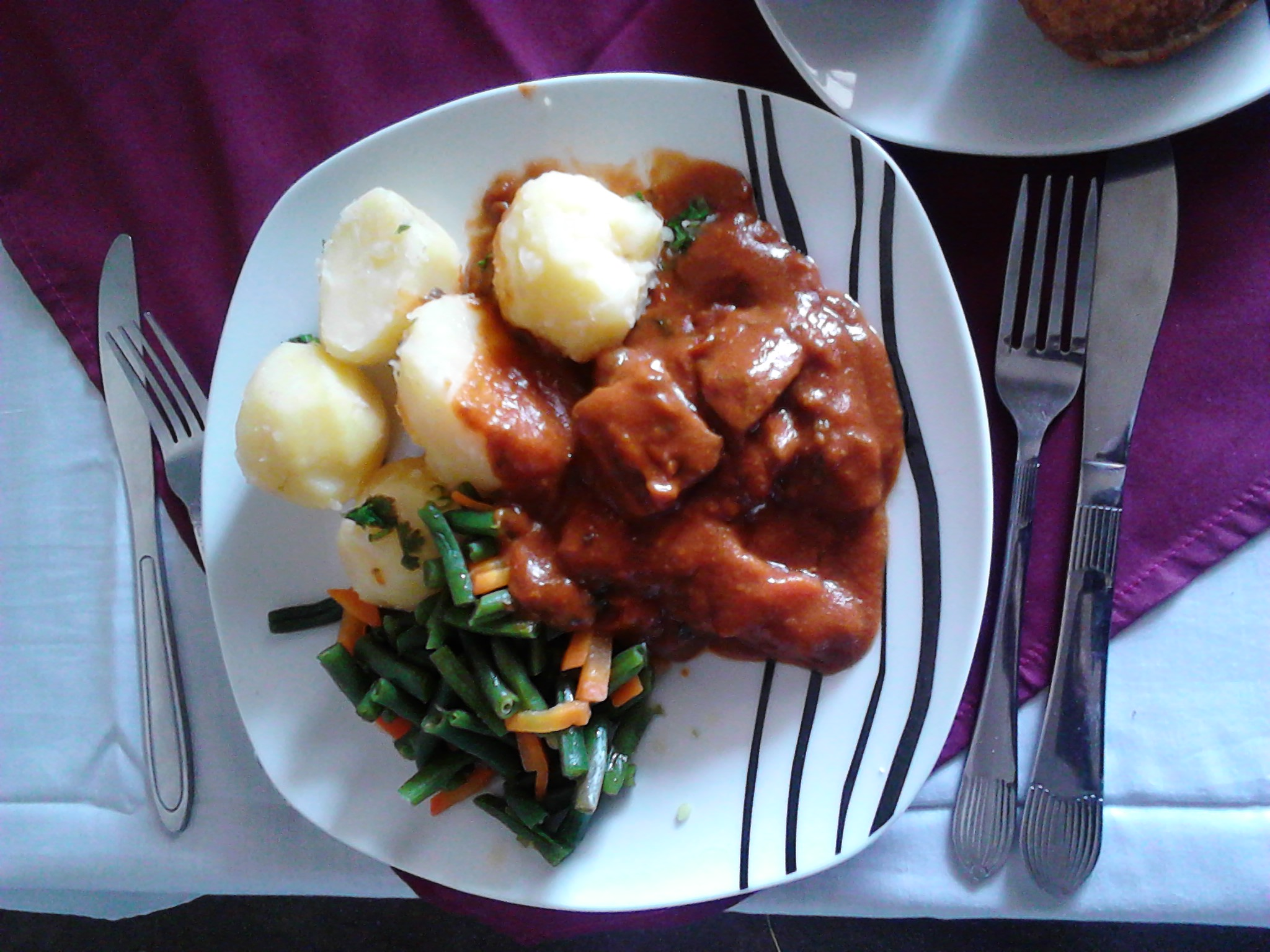
Patatas al estilo irlandés, judías verdes e hígado
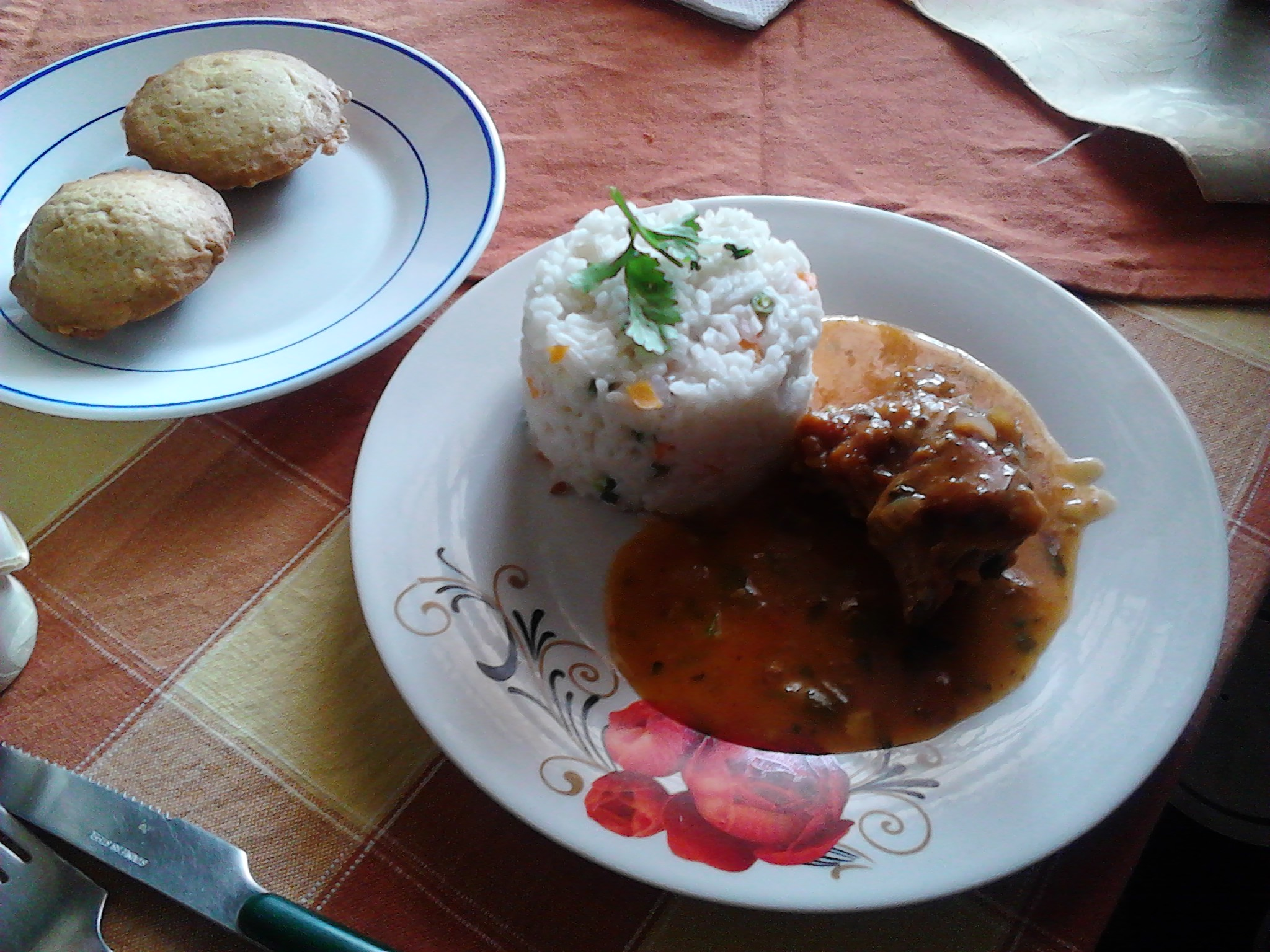
Arroz con verduras y curry de pollo
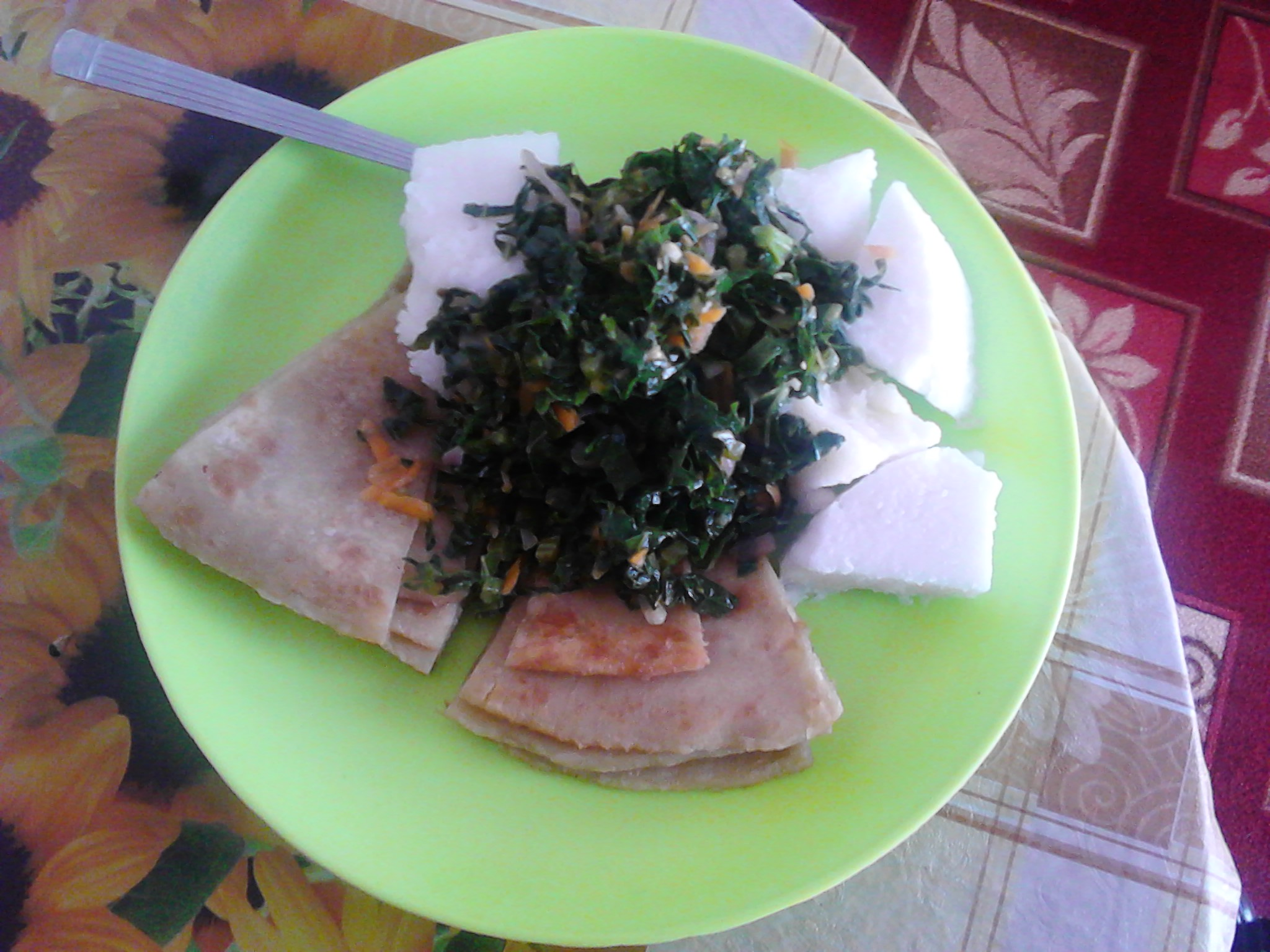
Posho, sukuma y chapati
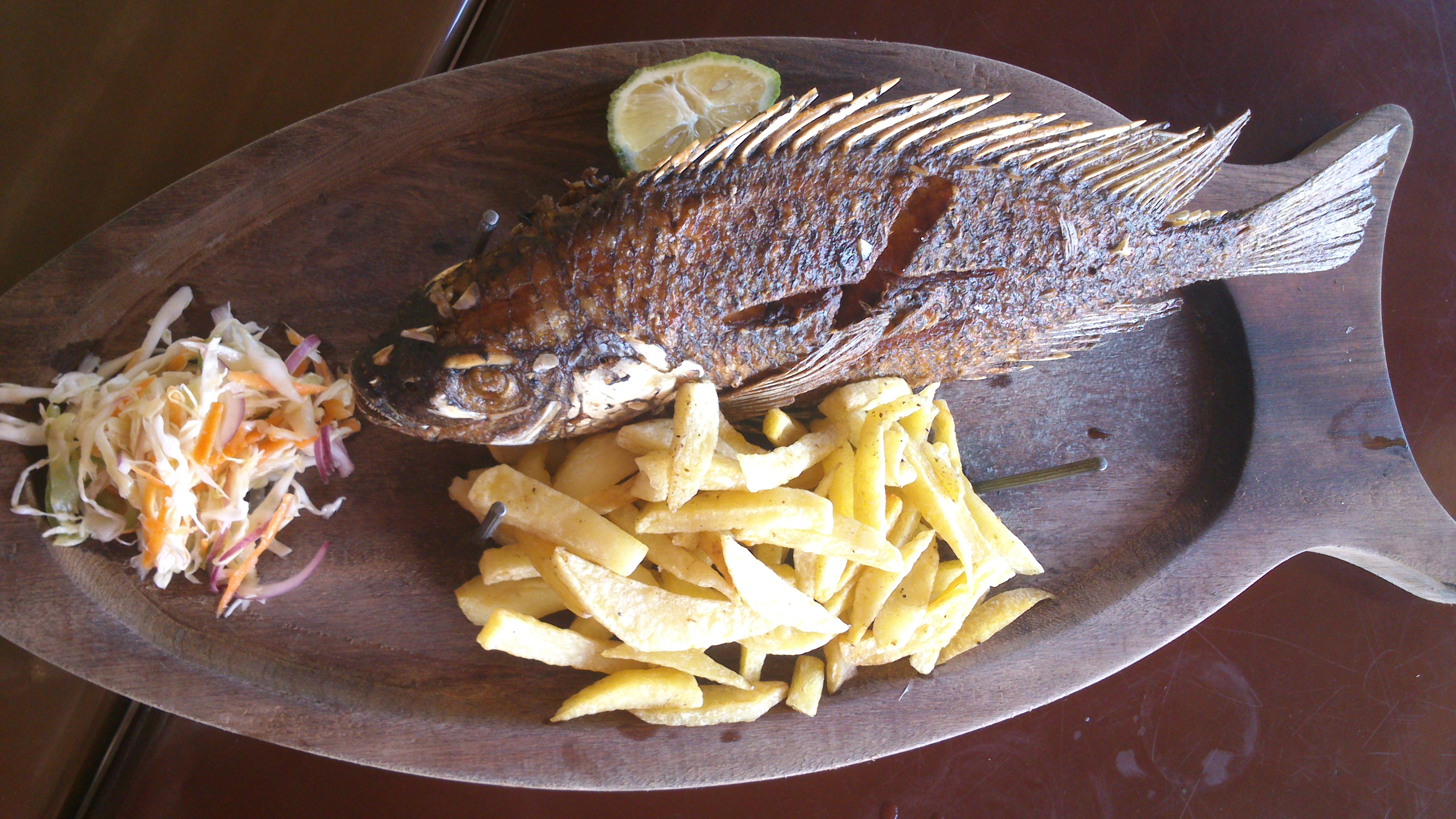
Tilapia y papas fritas
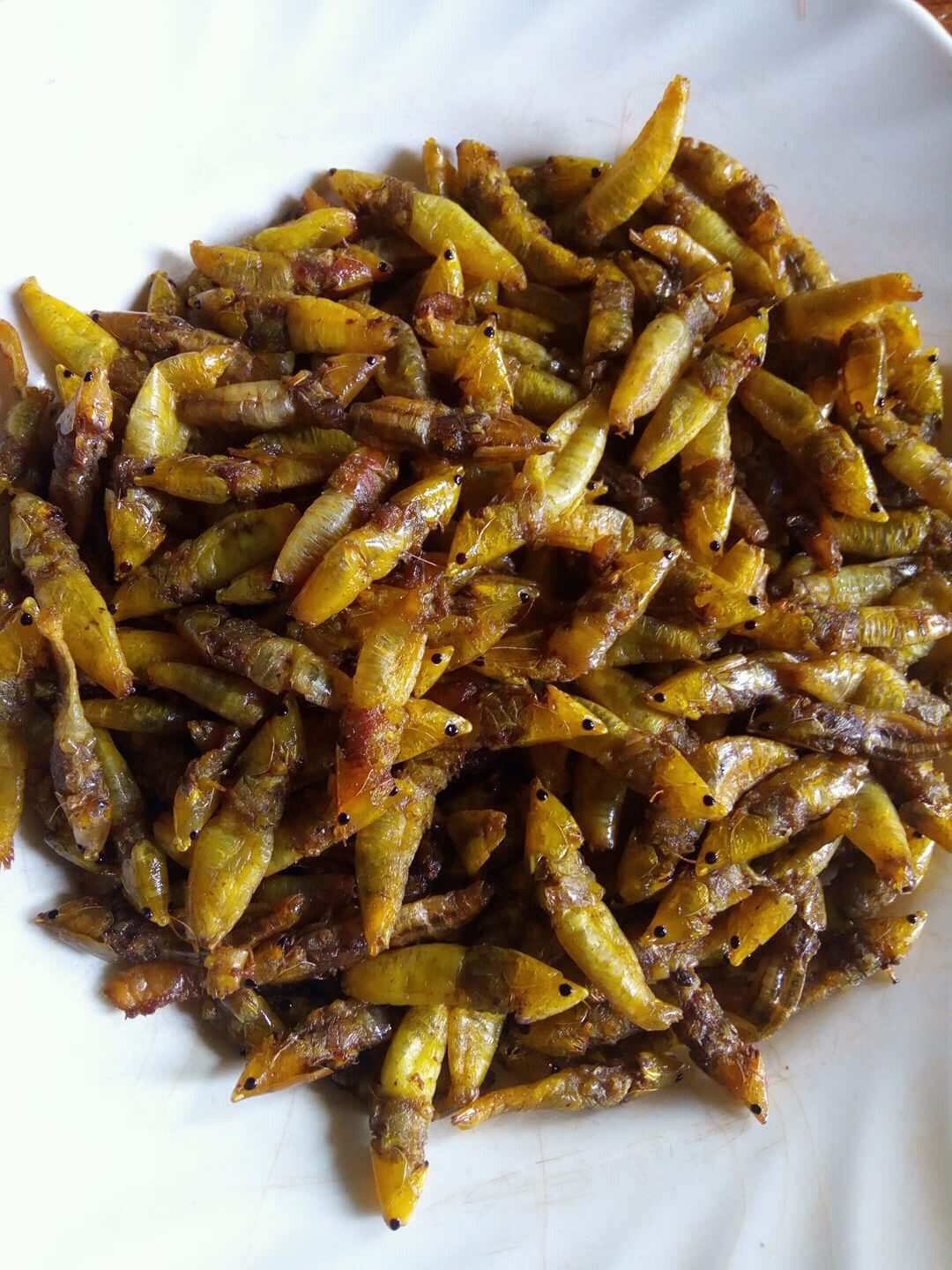
Saltamontes a la parrilla